# Парламент Грузии
Парламент Грузии (груз. საქართველოს პარლამენტი — Сакартве́лос парла́менти) — высший законодательный орган Грузии.

## Местонахождение
Здание парламента располагается в столице, Тбилиси, на проспекте Руставели. Здание было построено в 1938—1953 годах по проекту Виктора Кокорина и Георгия Лежавы.
В 2014 была проведена реконструкция всех внутренних помещений парламентского здания в Тбилиси.
В 2012—2018 гг. парламент находился в новом здании в городе Кутаиси по улице Абашидзе, 26. Перенос парламента в Кутаиси произошёл по инициативе Михаила Саакашвили, однако правительство партии «Грузинская мечта» внесло поправку в конституцию и вернуло парламент в столицу

## Статус и регламент
В настоящее время парламент Грузии созывается на две сессии; весеннюю (февраль-июнь) и осеннюю (сентябрь-декабрь). Чередуются недели пленарных заседаний и работы в комитетах.
Законодательная власть парламента Грузии, согласно конституции Грузии, ограничена законодательной властью парламентов автономных республик — Абхазии (ныне неподконтрольной) и Аджарии.

## История

Парламент Грузии, 2016

Грузинские историки начинают историю парламентаризма в Грузии с неудачной попытки организовать дарбази — аристократическое собрание наподобие сейма или генеральных штатов при царице Тамаре (XII век); эта попытка потерпела неудачу из-за победы абсолютистских устремлений царицы над аристократической оппозицией.
В 1906-1917 годах депутаты от Грузии заседали в Государственной думе Российской империи, среди них были Ной Жордания, Ираклий Церетели, Илья Чавчавадзе, Николай (Карло) Чхеидзе и другие видные политические деятели.
В 1918 году первый грузинский парламент создан в Грузинской Демократической Республике.
В 1921 году была образована Грузинская ССР в ходе установления советской власти, существовал Верховный Совет Грузинской ССР, в котором действовала однопартийная система во главе с правящей (до октября 1990 года) Коммунистической партией Грузинской ССР, входящей в состав КПСС.
Первые многопартийные выборы в парламент проведены 28 октября 1990 года, его председателем избран Звиад Гамсахурдия, впоследствии президент Грузии. В 1991-1992 произошёл конфликт Гамсахурдии с парламентом, переросший в вооружённое столкновение, в результате которого Верховный Совет был разогнан военной силой. В ноябре 1992 года были проведены общенародные выборы в новый парламент.

## Действующий состав
Однопалатный, состоит из 150 депутатов. 77 депутатов избираются по спискам, 73 — от одномандатных округов. Все депутаты избираются сроком на 4 года на основе всеобщего голосования.

### Созыв 2020—2024 года
Правительство (84)
- Грузинская мечта (84)

Оппозиция (66)
- Сила в единстве (коалиция) (36)
  - Единое национальное движение (30)
  - Государство для народа (3)
  - Прогресс и свобода (2)
  - Национально-демократическая партия Грузии (1)
- За Грузию (6)
- Европейская Грузия (5)
- Лело (4)
- Стратегия Агмашенебели (4)
- Альянс патриотов (4)
- Гирчи (4)
- Граждане[англ.] (2)
- Лейбористская партия (1)

## Прошлые составы

### Созыв 2016—2020
Дата избрания: 30 октября 2016 года
Председатель парламента: Арчил Талаквазе с 25 июня 2019 года по н.в

#### Фракции
на ноябрь 2020 года
- Большинство:
  - Грузинская мечта — Консерваторы,
  - Грузинская мечта — Предприниматели,
  - Грузинская мечта — Зелёные,
  - Грузинская мечта — Социал-демократы,
  - Грузинская мечта — Экономика,
  - Грузинская мечта — Энергичная Грузия.
- Меньшинство:
  - Европейская Грузия,
  - Движение свободы — Европейская Грузия,
  - Европейская Грузия — Регионы,
- Наша Грузия
- Независимая фракция: Национальное движение,
- Независимая фракция: Альянс Патриотов.

### Созыв 2012—2016
Дата избрания: 1 октября 2012 года.
Председатель парламента Давид Усупашвили
| Список                                    | Руководитель       | Мест | %       | Голоса  |
| ----------------------------------------- | ------------------ | ---- | ------- | ------- |
| Грузинская мечта — Демократическая Грузия | Бидзина Иванишвили | 85   | 56,67 % | 1184612 |
| Единое национальное движение              | Михаил Саакашвили  | 65   | 43,33 % | 873233  |

на июль 2016
- Большинство: 1 Грузинская мечта — Демократическая Грузия, 2 ГД-Республиканцы, 3 ГД-Консерваторы, 4 ГД-Предприниматели ,5 ГД-Независимые демократы-Мажоритарии, 6 ГД-Независимые демократы за сильные регионы;
- Меньшинство: 7 Единое национальное движение, 8 Мажоритарии, 9 Регионы, 11 ЕНД-за Единую Грузию;
- Независимая фракция: 11 Свободные демократы;
- Независимая фракция: 12 Национальный форум.

### Созыв 2008—2012
Дата избрания: 21 мая 2008 года.
Председатель парламента Давид Бакрадзе.

#### Фракции
| Фракция                                             | Руководитель       | Мест | %       | Голоса    |
| --------------------------------------------------- | ------------------ | ---- | ------- | --------- |
| Единое национальное движение                        | Михаил Саакашвили  | 119  | 59,18 % | 1.050.237 |
| Национальный совет Объединённого народного движения | (коалиция партий)  | 17   | 17,73 % | 314,668   |
| Христианско-демократическое движение                | Георгий Таргамадзе | 6    | 8,66 %  | 153,634   |
| Лейбористская партия                                | Шалва Нателашвили  | 6    | 7,44 %  | 132,092   |
| Республиканская партия                              | Давид Усупашвили   | 2    | 3,78 %  | 67,037    |

### Созыв 2004—2008
Дата избрания: 2 ноября 2003 года, 28 марта 2004 года.
Председатель Парламента 4-го созыва: Нино Бурджанадзе, и о президента Грузии 2007—2008
В ходе революции роз, под давлением грузинской оппозиции и слабости правящей власти. Результаты выборов по общегрузинскому многомандантному округу от 2 ноября 2003 года были аннулированы, депутаты от мажоритарных округов избраны в ноябре 2003 года. 28 марта 2004 года, проведены повторные выборы по многомандатному округу.
Союз демократического возрождения Грузии и Лейбористская партия Грузии ранее участвовавшие в выборах получили 6 мест и 3 места по мажоритарным округам соответственно. 150 мест распределены между ЕНД получивший 135 мест и блока (Новые правые Грузии и Промышленность спасёт Грузию) 15 мест.

#### Фракции
| Фракция                                                      | Руководитель                                         | Мест | %           | Голоса  |
| ------------------------------------------------------------ | ---------------------------------------------------- | ---- | ----------- | ------- |
| Национальное движение - Демократы — коалиция ЕНД, Демократов | Михаил Саакашвили, Нино Бурджанадзе, Эльдар Шенгелая | 135  | 67,0 %      | 1027070 |
| Единое национальное движение                                 | Михаил Саакашвили                                    | 11   | мажоритарии |         |
| Буржанадзе-демократы                                         | Нино Бурджанадзе                                     | 7    | мажоритарии |         |
| Блок Новые правые Грузии и Промышленность спасёт Грузию      | Давид Гамкрелидзе, Гоги Топадзе                      | 15   | 7,6 %       | 116282  |
| Новые правые Грузии                                          | Давид Гамкрелидзе                                    | 4    | мажоритарии |         |
| Промышленность спасёт Грузию                                 | Гоги Топадзе                                         | 3    | мажоритарии |         |
| Союз демократического возрождения Грузии                     | Аслан Абашидзе                                       | 6    | мажоритарии |         |
| Лейбористская партия Грузии                                  | Шалва Нателашвили                                    | 3    | мажоритарии |         |
| За Единую Грузию                                             | Саришвили                                            | 19   | мажоритарии |         |
| Независимые                                                  |                                                      | 21   | мажоритарии |         |

### Созыв 1999—2004
Дата избрания: 31 октября 1999 года
Председатель Парламента Зураб Жвания, Бурджанадзе Нино Анзоровна, и. о. президента Грузии 2003—2004

#### Фракции
| Фракция                                  | Руководитель       | Мест | %      | Голоса |
| ---------------------------------------- | ------------------ | ---- | ------ | ------ |
| Союз граждан Грузии                      | Эдуард Шеварднадзе | 131  | 44,5 % | 890915 |
| Союз демократического возрождения Грузии | Аслан Абашидзе     | 58   | 26,8 % | 537297 |
| Промышленность спасёт Грузию             | Гоги Топадзе       | 15   | 7,05 % | 15108  |
| Лейбористская партия Грузии              | Шалва Нателашвили  | 2    | 7 %    | 140595 |

### Созыв 1995—1999
Дата избрания: 5 ноября 1995 года
Председатель Парламента 1-го созыва: Зураб Жвания

#### Фракции
| Фракция                                   | Руководитель          | Мест | %       | Голоса |
| ----------------------------------------- | --------------------- | ---- | ------- | ------ |
| Союз граждан Грузии                       | Эдуард Шеварднадзе    | 90   | 23,71 % | 504586 |
| Национально-демократическая партия Грузии | Кардава Бачуки        | 31   | 7,95 %  | 169218 |
| Союз демократического возрождения Грузии  | Аслан Абашидзе        | 25   | 6,84 %  | 145625 |
| Единая Коммунистическая партия Грузии     | Пантелеймон Гиоргадзе | 0    | 4,49 %  |        |

### Выборы в Государственный Совет Грузии
Дата избрания: 11 октября 1992 года
- Председатель Государственного Совета республики Грузия — Эдуард Шеварднадзе

В августе 1991 год, после провала Августовского путча и в декабре этого года Распада СССР. В ходе военного переворота в январе 1992 года, решением временного неконституционного органа «Военный совет», Верховный Совет был распущен, его председатель и Президент уже независимой республики Грузия Звиад Гамсахурдия был свергнут, что послужило началом гражданской войны в Грузии.
На его месте бы сформирован «Государственный Совет Республики Грузия» и проведены новые парламентские выборы. Председателем совета был избран Эдуард Шеварднадзе.

### Выборы в Верховный Совет Грузинской ССР (12 созыв)
Дата избрания: 28 октября 1990 года
- Председатель Верховного Совета Грузинской ССР — Звиад Гамсахурдия

#### Фракции
| Фракция                                | Руководитель      | Мест | %      | Голоса  |
| -------------------------------------- | ----------------- | ---- | ------ | ------- |
| Круглый стол—Свободная Грузия          | Звиад Гамсахурдия | 155  | 54,0 % | 1248111 |
| Коммунистическая партия Грузинской ССР | Гиви Гумбаридзе   | 64   | 29,6 % | 683824  |
| Независимые депутаты                   |                   | 31   | 12,6 % |         |